# Plan national d'adaptation au changement climatique
Le Plan national d’adaptation au changement climatique (PNACC) est un plan français officialisé mi-2011 par le ministère de l'Écologie et du Développement durable, mais dont la démarche avait été déjà enclenchée à la fin des années 1990. Il vise, par des mesures adaptatives, à limiter les effets négatifs du dérèglement climatique sur les activités socioéconomiques et la nature (espèces, milieux naturels et écosystèmes) en France, face aux évolutions climatiques attendues, en complément des actions d’atténuation. Il s'agit notamment d'intervenir à l'avance sur certains facteurs contrôlant l'ampleur de ces impacts (par exemple, l’urbanisation des zones à risques) et de profiter des opportunités potentielles.
Ce plan a été actualisé fin 2018, donnant lieu à un PNACC-2, intégrant certains apports de la COP21 et de l’Accord de Paris pour le Climat de 2015.
Il a été réactualisé en mars 2025, dans un PNACC-3, qui demande d'intégrer dans tous les documents de planification, au fur et à mesure de leur création ou de leur révision, une nouvelle nouvelle trajectoire de réchauffement de référence pour l’adaptation au changement climatique (TRACC) : +2 °C en 2030, +2,7 °C en 2050 et +4 °C en 2100.

## Différents types d'adaptation
La stratégie de 2011 prévoit trois types de mesures d'adaptation : 
1. Adaptation autonome ou spontanée (« en réponse à un aléa climatique vécu ou à ses effets, sans aucune préméditation explicite ou consciente et axée sur la lutte contre le changement climatique ») ;
2. Adaptation incrémentale (pour maintenir « la nature et de l’intégrité d’un système ou d’un processus à une échelle donnée » ;
3. Adaptation transformationnelle (« qui change les éléments fondamentaux d’un système en réponse au climat et à ses effets »[1].

Cette stratégie vise aussi à éviter la maladaptation.

### La mal-adaptation
La mal-adaptation — « un changement opéré dans les systèmes naturels ou humains qui font face au changement climatique et qui conduit (de manière non intentionnelle) à augmenter la vulnérabilité au lieu de la réduire » — peut survenir dans trois cas de figure :
- utilisation inefficace de ressources comparée à d’autres options d’utilisation (par exemple, le recours massif à la climatisation au lieu de l’investissement dans l’isolation) ;
- transfert incontrôlé de vulnérabilité : d’un système à un autre, mais également d’une période à une autre ; réduction de la marge d’adaptation future (mesures qui limitent la flexibilité éventuelle, par exemple, plantation d’essences d’arbres à rotation longue) ;
- erreur de calibrage : sous-adaptation ou adaptation sous-optimale (par exemple, une digue de protection n’a pas été suffisamment rehaussée), erreur facile à faire dans un contexte d’incertitude, dont les conséquences pourraient être réduites en préférant les solutions « réversibles ».

La stratégie de 2011 invite aussi aux choix de stratégies « sans regret », c'est-à-dire qui généreront aussi des bénéfices secondaires à la réduction de la vulnérabilité au dérèglement climatique (avantageuses quelles que soient les évolutions climatiques ; par exemple une bonne isolation protège du chaud comme du froid hivernal qui pourrait être lié à un ralentissement du Gulf stream), mais aussi constitue généralement une bonne isolation phonique. L'amélioration des capacités d’adaptation d'une entité économique, d'une famille ou d'un territoire sont souvent des mesures « sans regret » car elles rendent toute la société moins vulnérable et plus résilientes aux changements délétères quelle que soit l'amplitude de ces changements.

## Phase de préparation
Le Comité interministériel pour le développement durable a remis le 13 novembre 2006 un rapport instituant une stratégie d’adaptation au changement climatique. Ce rapport fait suite à un travail mené par l’Observatoire national sur les effets du réchauffement climatique (ONERC) en concertation avec différents acteurs publics et privés.

## Stratégie nationale d’adaptation au changement climatique
La première stratégie française d’action date de juillet 2007. Elle inclut 43 recommandations d’adaptation. 
En rappelant l'impossibilité de prévoir précisément l’évolution des changements climatiques et leurs effets, elle invite le gouvernement à aussi continuer les travaux de recherches.
Voici un extrait de la conclusion du rapport de 2007 :

« L’adaptation aux conséquences du changement climatique demande à agir dans un contexte d’incertitude. Cette incertitude justifie d’autant plus le développement des recherches, des études et de l’observation, qu’il est d’abord nécessaire de connaître les menaces possibles et d’évaluer à la fois leur probabilité d’occurrence et l'ampleur des dommages encourus. Les contraintes financières, bien qu’encore mal connues aujourd’hui, seront sans doute dans certains cas telles, que seul le retrait, de préférence en bon ordre, sera envisageable. Il faut également souligner que l’on n’anticipera sans doute pas tous les risques possibles, sans même évoquer des scénarios catastrophe attachés par exemple à un déroutement du Gulf Stream ou à un emballement du cycle du carbone. »

De 2007 à 2009, le ministère de l'Écologie, du Développement durable, des Transports et du Logement et l’ONERC ont continué d'évaluer les coûts des impacts du changement climatique ainsi que les mesures à prendre pour limiter les risques. Ce rapport inclut différents départements des ministères suivants : Agriculture, Santé, DIACT et Tourisme.

## Premier PNACC (2011-2015)
Préalablement à l’élaboration du plan national, une phase de concertation, qui s’est déroulée au cours du premier semestre 2010, a permis de dégager par consensus 202 recommandations pour la métropole complétées par d'autres recommandations pour l'outre-mer.
Nathalie Kosciusko-Morizet annonce fin 2010 la mise en place d'un premier plan national d’adaptation pour 2011 lors d'une séance tenue en compagnie d'hommes politiques et de scientifiques tel que Paul Vergès, Michel Havard, Jean Jouzel, Martial Saddier, Alain Grimfeld ou Pierre-Franck Chevet.
Ce plan repose sur deux piliers principaux :
1. l’atténuation de l'impact sur l'environnement ;
2. l’adaptation du pays aux changements climatiques en cours.

Ce plan, intersectoriel et interministériel, visait à incorporer l’adaptation dans toutes les politiques publiques, via 20 domaines thématiques :  santé, eau, biodiversité, risques naturels, agriculture, forêt, pêche et aquaculture, tourisme, énergie et industrie, infrastructures et services de transport, urbanisme et cadre bâti, information, éducation et formation, recherche, financement et assurance, littoral, montagne, action européenne et internationale et gouvernance, et actions transversales.
Il a été décidé de retenir 5 à 6 actions par thématique, regroupant chacune plusieurs mesures concrètes. La plupart des fiches contiennent au moins une action en matière de recherche. On peut identifier quatre domaines d’action pour classer les mesures : production et diffusion d’informations, ajustement des normes et réglementations, adaptation des institutions et investissement direct,,
Il doit être décliné dans les schémas régionaux du climat, de l'air et de l'énergie (SRCAE), prévus par la loi Grenelle II, qui seront ensuite inclus dans les SRADDET. Il doit aussi être décliné dans les plans Climat-énergie territoriaux (PCAET).
Ce plan inclut un volet transports doté d'actions d’ « adaptation à court, moyen et long termes. Ces actions portent sur les infrastructures aéroportuaires, fluviales, maritimes, portuaires et routières, installations de transport par câbles, ouvrages d’art et en terre et remontées mécaniques ». La Direction Générale des Infrastructures de Transport et de la Mer (DGITM) a demandé au Cerema, en lien avec plusieurs directions techniques et territoriales du Cerema, comme l'IFRECOR[Quoi ?], RFF, la SNCF, le STAC[Quoi ?], le STRMTG et VNF d'y travailler[réf. souhaitée].
Le premier PNACC 2011-2015 a fait l'objet d'un suivi et d'une évaluation à mi-parcours en décembre 2013

### Évaluation
Avant la fin du plan, la conférence environnementale de 2014 a conclu à la nécessité de mettre à jour et de renforcer la stratégie d’adaptation nationale après avoir procédé à une évaluation externe du PNACC. Cette mission a été confiée au Conseil général de l'environnement et du développement durable (CGEDD) en juin 2015. Le rapport d’évaluation du PNACC 2011-2015 a été rendu à la ministre de l'environnement, Ségolène Royal, puis a été présentée au Conseil d'orientation de l'ONERC (le 23 novembre 2015) et soumise pour avis au CNTE (Conseil national de la transition écologique) le 17 décembre 2015.

## PNACC-2 (2018-2022)
Annoncé dans l'axe 19 du plan climat de la France, et devant se mettre en conformité avec l’Accord de Paris sur le climat il a fait l'objet de « recommandations pour un PNACC-2 » établies de 2016 à  fin mai 2017, puis validées par le Conseil national de la transition écologique (CNTE) comprenant 33 fiches de recommandations réparties en six axes : gouvernance et pilotage ; connaissance et information ; prévention et résilience ; adaptation et préservation des milieux ; vulnérabilité des filières économiques ; renforcement de l’action internationale. Son contenu et ses articulations territoriales doivent tenir compte des particularités des territoires français d'outre-mer et des priorités mises en avant par le rapport du CGEDD (ressource en eau, zones littorales et villes). Un groupe de travail transversal et inter-niveaux (national, régional, local) définira « les modalités de pilotage, de consultation, de conduite et de rapportage du plan ». Il comprend une dimension de coopération internationale (cf. mesure prévoyant de « Promouvoir le renforcement des aides financières internationales pour l’adaptation au changement climatique »)
Il doit faire l'objet d'une « démarche de concertation pour parvenir à une vision partagée du rôle de chacun pour l’adaptation au changement climatique », sur la base des six axes.
Il a été publié mi décembre 2018,. Il s'agit d'un document court (26 pages), mais les recommandations issues de la  concertation (socle  des actions du PNACC-2) ont été publiées dans le rapport annuel 2017 de l'ONERC.

## PNACC-3
Publié le 10 mars 2025, en 399 pages, « sans renoncer à la poursuite d'une politique d'atténuation ambitieuse », il contient 52 « mesures » déclinées en 200 actions (pour certaines déjà engagées). Ce PNACC-3 sort de la logique d'incitation propre aux deux PNACC précédents : il confirme la trajectoire de réchauffement de référence dite « TRACC » (+ 4 °C), dont la prise en compte par les collectivités devient obligatoire (mesure 23 du PNACC-3).
Cette prise en compte se fera notamment lors de la révision des PCAET (plans Climat Énergie territoriaux) et dans tous les documents d'urbanisme (« l'ensemble des documents de planification et sectoriels locaux pertinents » dont les PLU, ScoT et SRADDET, qui seront renouvelés à partir de 2027). Cette TRACC entre (par décret) dans le Code de l'environnement », sur le fondement de l'article 5 du règlement européen sur le climat (2021/11198). « Ce décret établira l'objectif, le principe d'élaboration de la TRACC et les conditions de sa revue régulière » et sera « le vecteur pour inscrire le PNACC, dont les actions se fondent sur le scénario de la TRACC, dans le corpus réglementaire » a précisé la ministre de la Transition écologique, Agnès Pannier-Runacher. La « mission adaptation » a par ailleurs été pérennisée, et un référent adaptation sera nommé dans chaque préfecture,.

### TRACC (trajectoire de référence du réchauffement climatique)

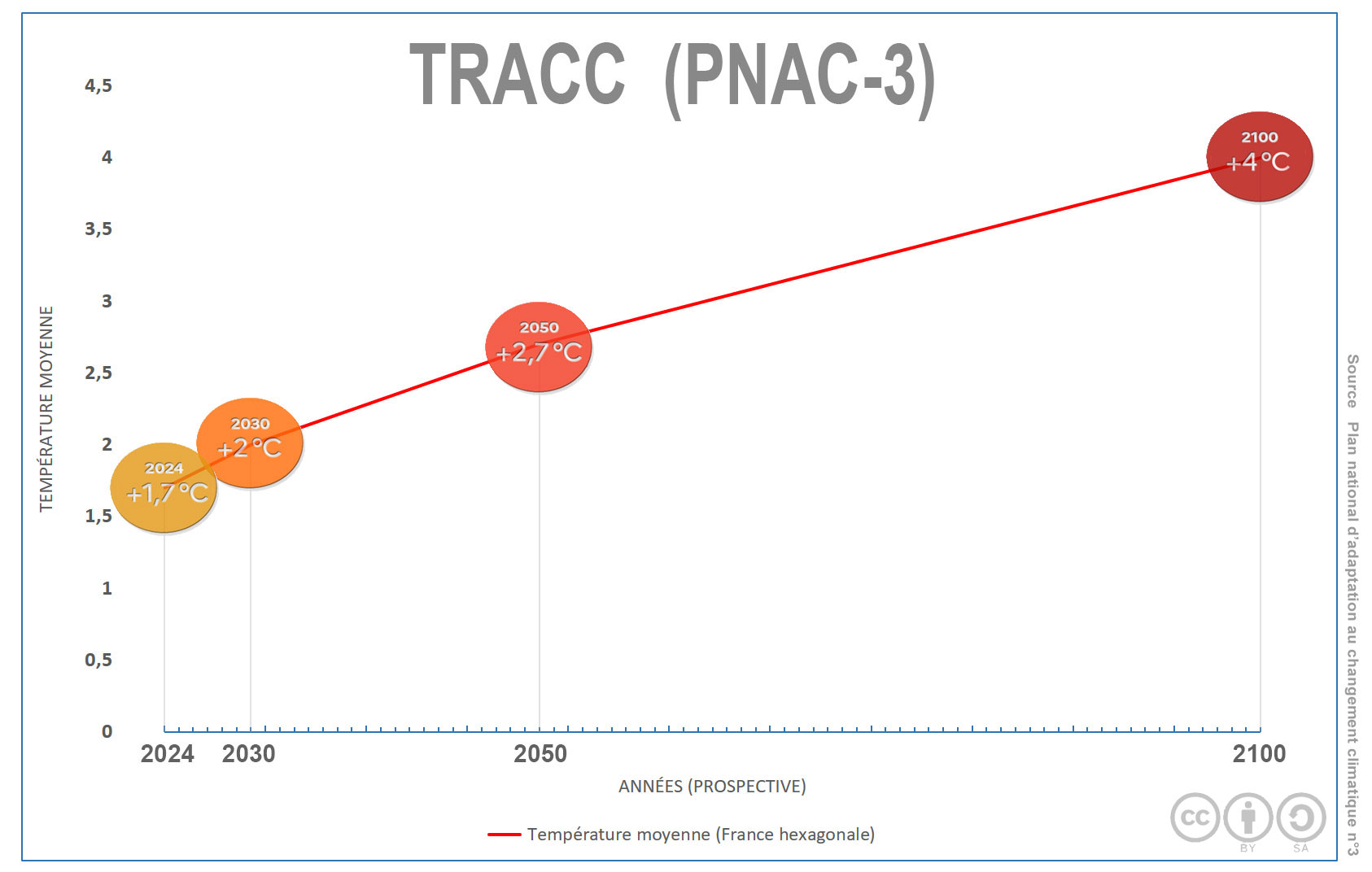
« Trajectoire de référence » de 2024 à 2100 pour l'adaptation au changement climatique (TRACC) en France : en 2100, retenue par le Plan national d'adaptation au changement climatique no 3.
Cette trajectoire repose sur le scénario tendanciel du GIEC tel que disponible en 2024, pour la France métropolitaine.

Cette trajectoire (TRACC), publiée le 23 mai 2023 (après mise en consultation du projet lancé en janvier 2023), est la nouvelle référence commune pour toute la France métropolitaine. Elle permet d'harmoniser les pratiques et les outils dans tous les domaines de la société, sur des bases scientifiques robustes, en tenant compte des spécificités territoriales locales. Elle devient notamment le cadre des études de vulnérabilité au dérèglement climatique.
Elle repose sur le scénario tendanciel retenu par le GIEC qui, pour la France hexagonale, prévoit une hausse des températures moyennes de 2 °C en 2030, de 2,7 °C en 2050 et de 4 °C en 2100 par rapport à l'ère préindustrielle (en tenant compte des politiques mondiales d'atténuation en place et les engagements supplémentaires des États tels qu'exprimés dans leurs contributions nationales demandées par l'Accord de Paris) ; l'IGEDD en mai 2025 alerte toutefois sur le fait que « Les évolutions récentes aux Etats-Unis (retrait de l'Accord de Paris, démantèlement d'US Aid et désengagement des financements internationaux) pourraient conduire à une remise en cause des engagements pris et à une trajectoire plus défavorable ».
Cette TRACC, intégrée au 3e PNACC est la nouvelle « référence politique et opérationnelle pour orienter les stratégies d'adaptation ». Combinée aux indicateurs Météo France / DRIAS-Climat (disponibles sur le site drias-climat.fr) elle permet de préparer et ajuster l'adaptation de la France et des échelles locales à des niveaux croissants de réchauffement en tenant compte des caractéristiques locales (climat, géographie, occupation des sols, dynamique socio-économique) ; elle harmonise les méthodes et chronologies de prise en compte territoriale des futurs effets du changement climatique. Grâce à une résolution spatiale de plus en plus fine, elle aidera les décideurs et habitants à mieux s'adapter aux variations locales des impacts climatiques, en ciblant mieux leurs vulnérabilités et les risques liés à l'intensification des vagues de chaleur, des sécheresses (agricoles et forestières notamment), des modification des régimes hydrologiques en fonction de leur position dans le bassin versant, etc.. « Même si certaines échéances peuvent paraître lointaines, le niveau des risques s'est élevé et ne fera que croître. Il est donc crucial de se préparer pour y faire face aussi bien pour nous que pour les générations futures » rappelle l'IGEDD en 2025.
Elle doit dorénavant être intégrée (conformément à la mesure 23 du PNACC-3) dans tous les documents de planification et sectoriels pertinents, au fur et à mesure de leurs renouvellements. « Concrètement, les collectivités territoriales n'auront plus à se poser la question du scénario climatique à adopter pour leur politique d'adaptation et les analyses de vulnérabilité réalisées seront harmonisées et comparables ».

Sont principalement concernés :
- le schéma régional d'aménagement, de développement durable et d'égalité des territoires (SRADDET) ;
- le schéma régional du climat, de l'air et de l'énergie (SRCAE) ;
- le schéma d'aménagement régional (SAR) ;
- le plan climat-air-énergie territorial (PCAET) ;
- le schéma de cohérence territoriale (SCoT) ;
- le plan local d'urbanisme intercommunal (PLUI) ;
- le schéma (directeur) d'aménagement et de gestion de l'eau (S(D)AGE) ;
- les chartes des parcs naturels régionaux.

...afin que le climat futur soit mieux anticipé et intégré dans les choix et cadrages des décideurs locaux.
En mai 2025, l'Inspection générale de l'environnement et du développement durable (IGEDD) recommande de donner une forme juridique plus claire à la Tracc, via un décret en Conseil d'État précisant l'application de l'article 5 du règlement européen 2021/1119 (« Loi climat » européenne). Des décrets spécifiques de mise à jour permettraient ensuite d'établir régulièrement le Pnacc et la Tracc comme références dans la réglementation environnementale. À terme, une évolution législative pourrait être envisagée après évaluation de leur utilisation et de leur déploiement.
L'IGEDD préconise aussi l'intégration obligatoire d'« études de vulnérabilité » dans des documents stratégiques tels que les PCAET les SCoT et les schémas régionaux d'aménagement (Sraddet, Sdrif, PADDuC, SAR). 
Son rapport (106 pages, publié le 26 mai 2025) propose 16 recommandations et 11 préconisations, pour intégrer la Tracc dans les politiques de l'environnement, du climat, de l'énergie, des transports, de la construction et de l'urbanisme.
Le rapport propose aussi une écoconditionnalité des aides publiques, avec une évaluation préalable des plans et programmes sur la base de la Tracc, ainsi que le renforcement du Fonds vert pour financer les études de vulnérabilité et les stratégies d'adaptation territorialisées.

### Historique
Le projet de PNACC-3 contenait 51 mesures organisées en 5 axes, mis à jour au vu des prévision du GIEC et d'une trajectoire de réchauffement de référence pour l'adaptation au changement climatique, dite « Tracc ») qui annoncent en France une hausse des températures moyennes de 2 °C en 2030, de 2,7 °C en 2050 et de 4 °C en 2100 par rapport à l'ère préindustrielle, en tenant compte des politiques mondiales d'atténuation en cours, et des engagements supplémentaires des États pris après l'Accord de Paris. Un avis (28 janvier 2025) du Conseil national de la transition écologique (CNTE) a demandé qu'un « principe de non-dégradation des écosystèmes figure dans les grands principes stratégiques » du Pnacc, mais le gouvernement s'y oppose. La consultation sur le projet de PNAC-3 a donné lieu à près de 6 000 réponses et à 175 cahiers d'acteurs déposés en ligne (consultables). Selon une synthèse ministérielle de ces réactions (7 février 2025), de nombreuses contributions enjoignent à renforcer encore les actions d'adaptation. Le projet de PNAC-3 devrait être modifié sur le volet assurantiel (en impliquant les assurances dans le financement de la prévention) ; sur le renforcement des solutions fondées sur la nature et sur le « rôle de la biodiversité dans l'adaptation ». Le logement, lors des rénovations, devrait aussi faire l'objet de mesures plus efficaces sur le confort d'été et la performance énergétique. Le ministère de la Transition écologique dit réfléchir à rendre opposable la trajectoire de référence du réchauffement à 4 °C d'ici à 2100 (l'IGEDD est missionné pour étudier la faisabilité de cette proposition) ; 75 millions d'euros supplémentaires devraient alimenter le fonds Barnier, avec aussi une « volonté de prioriser l'adaptation dans le fonds vert » (1,15 milliard d'euros) « pour financer les différentes mesures éligibles du Pnacc ». 
- Le Conseil national de la transition écologique a validé le projet en janvier 2025, mais en insistant sur la nécessité de renforcer sa mise en œuvre et son financement[26].
- Le Haut Conseil pour le Climat (HCC), relayé par le CITEPA, s’est auto-saisi du sujet et a formulé 24 recommandations pour améliorer l’efficacité du PNACC-3, en insistant sur le manque de financements dédiés à l’adaptation, appelant à un plan de financement complet, impliquant l’État et les collectivités mais aussi le secteur privé qui a tout intérêt à également préparer son adaptation au aléas climatiques attendus[27].

### Les cinq axes du PNACC-3
| Axe   | Titre | Contenu |
| ----- | --- | --- |
| Axe 1 | Protéger la population | Le plan renforce et instaure des mesures pour sécuriser un système assurantiel abordable, limiter les risques liés au cycle de l’eau et aux fortes chaleurs dans les logements, les lieux de travail et les environnements urbains, tout en ciblant spécifiquement les populations vulnérables et les territoires ultramarins ; |
| Axe 2 | Assurer la résilience des territoires, des infrastructures et des services essentiels                                                               | cet axe 2 du PNACC-3 concerne les collectivités territoriales, qui doivent désormais intégrer la trajectoire +4°C en 2100, et ses enjeux climatiques dans l’action publique locale. Elles doivent adapter la planification, dont en renforçant la résilience des services publics et des grands réseaux (transports, énergie, communications et ressources en eau) pour garantir leur continuité ; |
| Axe 3 | Adapter les activités humaines pour assurer la résilience économique et la souveraineté alimentaire, économique et énergétique de notre pays à +4°C | le plan propose des mesures de renforcement de la résilience économique, de la souveraineté alimentaire, énergétique et économique à +4 °C, en accompagnant des secteurs vulnérables (agriculture, industrie agroalimentaire, pêche, tourisme et industrie du bois...) dans l’intégration des enjeux climatiques dans leurs décisions ; |
| Axe 4 | Protéger le patrimoine naturel et culturel | Le plan vise à renforcer la conservation et la restauration des milieux naturels et des sites culturels en coordination avec la stratégie biodiversité, le Plan Eau et le règlement européen, pour préserver les écosystèmes et adapter les sites classés et UNESCO aux futurs impacts climatiques ; |
| Axe 5 | Mobiliser toutes les forces vives de la Nation pour réussir l'adaptation                                                                            | le plan s’appuie sur des bases scientifiques solides et une concertation inclusive avec l’ensemble des acteurs – institutionnels, professionnels, citoyens et jeunesse (avec une « mobilisation du service civique écologique et des réserves communales de sécurité civile dans des missions dédiées à la prévention des risques ») – pour instaurer une gouvernance participative, favoriser la l'information, la formation, la sensibilisation et l’accès aux données, afin d'ancrer le réflexe d’adaptation dans toutes les pratiques. |